# Consell de Protecció de la Natura
El Consell de Protecció de la Natura és l'òrgan assessor de la Generalitat de Catalunya sobre la protecció de la natura i el paisatge. Està format per vint-i-un membres que formen part de l'Institut d'Estudis Catalans, universitats catalanes, organitzacions agropecuàries, agrupacions de municipis i grups d'estudis de la natura. El Consell elabora informes a petició del Parlament i del Govern, assessora els òrgans gestors dels espais naturals protegits i proposa mesures per protegir i conservar els espais naturals de Catalunya.
El Consell de Protecció de la Natura es va crear amb la Llei 12/1985, de 13 de juny, d'espais naturals i es va regular el seu funcionament en el Decret 239/1986, de 4 d'agost, sobre el Consell de Protecció de la Natura. Es va constituir quatre anys després, el 18 de juny de 1990, després d'insistents reclamacions. El reglament del Consell ha estat modificat per diversos decrets dictats el 1989, 2004 i 2007. La darrera modificació i la més important es va implementar amb el Decret 255/2007, de 20 de novembre, de modificació del Decret 239/1986, de 4 d'agost, sobre el Consell de Protecció de la Natura, en el qual es van introduir pescadors i ecologistes al Consell, entre d'altres canvis.

## Funcions
El Govern de Catalunya necessita un informe consultiu (no és vinculant) del Consell en els tràmits relacionats amb els plans de protecció del medi natural i del paisatge, del Pla d'Espais d'Interès Natural i de les declaracions de reserves naturals i de parcs naturals. El Govern també requereix un informe del Consell abans d'autoritzar activitats lesives a l'interior dels parcs nacionals, que han de respondre a un interès públic i amb caràcter extraordinari i restringit. Un requisit que també és necessari per als permisos de caça en zones prohibides, que han de ser temporals i quan es tracta d'espècies excedents o nocives. Finalment, el Govern també ha de conèixer el judici del Consell abans d'establir excepcions a les mesures de protecció de les espècies de la flora i de la fauna silvestres, de la gea, les pedres i els fòssils declarats com a protegits, quan hi hagi raons d'interès científic, sanitari o altres d'anàlogues degudament justificades.
El Consell proposa anualment al Govern actualitzacions de la normativa sobre espècies protegides. També proposa modificacions al Pla d'Espais Naturals, a les declaracions d'espais naturals protegits i, en general, totes les mesures i actuacions que puguin millorar la protecció de la natura i el paisatge de Catalunya.

## Actuacions
El Consell s'ha posicionat, per exemple, en contra de la tala d'avets centenaris al Parc Natural del Cadí-Moixeró, de la construcció d'un telecadira a l'àrea perifèrica del Parc Nacional d'Aigüestortes, o a favor de la prohibició de la pesca de corall vermell a Catalunya.